# Marcel de Roover
Chevalier Marcel de Roover (* 1890; † 1971) war ein konservativer belgischer Industrieller und Bankier.
De Roover hatte während des Ersten Weltkrieges als Freiwilliger in Belgisch-Kongo gedient. 1919 wurde er zum belgischen Vertreter bei General Denikin ernannt, der einen Teil der weißrussischen Streitkräfte im Kampf gegen die bolschewistischen Revolutionäre anführte. Nach weiteren Jahren diplomatischer Tätigkeit in Sofia ab 1920 wurde er 1926 Direktor von SOGECHIM (Société Générale Industrielle et Chimique du Haut Katanga). Während des Zweiten Weltkriegs kollaborierte er mit der deutschen Besatzungsmacht. 1941 wurde er Direktor von BRUFINA, der Holding der Banque de Bruxelles. 1962 wurde de Roover in den Adelsstand erhoben.
De Roover spielte eine zentrale Rolle bei antikommunistischen Aktivitäten in Belgien vor, während und nach dem Zweiten Weltkrieg. 1966 wurde er belgischer Vertreter in der World Anti-Communist League (WACL). Ebenfalls aktiv war er im Europäischen Dokumentations- und Informationszentrum (CEDI), dessen Schatzmeister er von 1960 an war und dessen belgischer Sektion er lange Jahre als Präsident vorstand.
| Personendaten    | Personendaten                        |
| ---------------- | ------------------------------------ |
| NAME             | De Roover, Marcel                    |
| ALTERNATIVNAMEN  | De Roover, Chevalier Marcel          |
| KURZBESCHREIBUNG | belgischer Industrieller und Bankier |
| GEBURTSDATUM     | 1890                                 |
| STERBEDATUM      | 1971                                 |